# Bart vrahem
Bart vrahem (v anglickém originále Bart the Murderer) je 4. díl 3. řady (celkem 39.) amerického animovaného seriálu Simpsonovi. Scénář napsal John Swartzwelder a díl režíroval Rich Moore. V USA měl premiéru dne 10. října 1991 na stanici Fox Broadcasting Company a v Česku byl poprvé vysílán 26. listopadu 1993 na stanici ČT1.

## Děj
Poté, co Barta potká smůla – Spasitel mu sní domácí úkol a on omylem zapomene povolení ke školnímu výletu do továrny na čokoládu –, ztratí během lijáku kontrolu nad svým skateboardem. Zřítí se ze schodiště Společenského klubu legitimních podnikatelů, mafiánského baru, který vlastní springfieldská mafie. 
V klubu se mafiánský boss Tlustý Tony a jeho nohsledi, Nohatej a Louie, chovají k Bartovi zpočátku nevlídně. Brzy je však zaujme jeho schopnost vybírat vítězné koně a připravovat vynikající koktejly. Poté, co ho Tlustý Tony najme jako barmana a poslíčka v klubu, začne Bart nosit obleky Rat Pack a dovolí mafii, aby v jeho ložnici uskladnila náklad ukradených cigaret, dokud je nebude možné oplotit. 
Poté, co je Bart zadržen za pokus o podplacení ředitele Skinnera, což má za následek, že se opozdí při podávání manhattanských koktejlů konkurenčnímu gangu, mafiáni Skinnera konfrontují a druhý den je prohlášen za nezvěstného. Když vyjde najevo, že Skinner byl zavražděn, spěchá Bart po noční můře o Skinnerově duchovi a vlastní popravě konfrontovat Tlustého Tonyho v baru. Zatímco je tam Bart, policie provede v baru razii a zatkne mafiány. Bart je následně postaven před soud za Skinnerovu vraždu. 
U soudu Tlustý Tony, Nohatej a Louie lžou soudu, že Bart zabil Skinnera, a tvrdí, že je vůdcem mafie, dokonce i Homer jim naletí, když je předvolán, aby svědčil. Bart je shledán vinným a soudce Snyder se chystá udělit Bartovi jistý trest smrti, když v tom do soudní síně vtrhne neoholený a rozcuchaný Skinner a všem vysvětlí, co se mu stalo. Začalo to tím, že Tlustý Tony a jeho nohsledi navštívili jeho kancelář a s ovacemi odešli poté, co jim Skinner vynadal, že se pletou do studentské disciplíny. Když se toho dne vrátil domů, Skinner uvízl pod stohy starých novin ve své garáži a zůstal tam trčet týden, než si konečně uvědomil, že se musí dostat ven sám, když mu nikdo nepřišel na pomoc. 
Bart byl zproštěn všech obvinění, přestože se obžaloba pokusila Skinnerův projev vyškrtnout ze záznamu, a odchází z gangu Tlustého Tonyho poté, co zjistí, že je pravdivé rčení, že se zločin nevyplácí. Zločin je později ztvárněn do podoby televizního filmu (s Neilem Patrickem Harrisem v roli Barta); Homer se zlobí, když zjistí, že za něj nedostanou zaplaceno. 

## Produkce
Scénář epizody napsal John Swartzwelder a režíroval ji Rich Moore. Scenáristé přišli s nápadem na tento díl ještě před uvedením filmu Mafiáni z roku 1990, který má podobnou zápletku. Po premiéře filmu scenáristé do epizody zakomponovali odkazy na tento film. V této epizodě se poprvé v seriálu objevuje postava Tlustého Tonyho. Byl vytvořen podle fyzického vzhledu postavy Paula Sorvina Paula Cicera v Mafiánech.
Autoři původně chtěli, aby Tlustého Tonyho namluvil americký herec Sheldon Leonard, ale nepodařilo se jim ho získat, a tak místo něj zvolili Joea Mantegnu, kterému byla role nabídnuta během 2. řady seriálu, a protože už seriál viděl a připadal mu „vtipný“, rozhodl se to zkusit. Cítil se poctěn, že ho oslovili. V rozhovoru pro The A.V. Club Mantegna uvedl, že si myslí, že důvodem, proč roli dostal, byl částečně jeho výkon v mafiánském filmu Kmotr III z roku 1990, který měl premiéru těsně před nabídkou. Scénář byl podle něj chytrý a inteligentní a natáčení si užíval. Mantegna se od té doby v seriálu objevil mnohokrát jako Tlustý Tony, který se stal stálou postavou; je to Mantegnova nejdéle hraná role v jeho kariéře: „Kdo by to byl řekl, že Tlustý Tony bude rezonovat v srdcích a myslích (fanoušků Simpsonových) tam venku? Zřejmě (scenáristé) dostali dostatečnou zpětnou vazbu, jak se postava líbila, aby ji tam psali znovu a znovu, a já jsem byl takový opakující se chlapík, do kterého zasáhli alespoň v několika epizodách za řadu.“.
V tomto dílu se také poprvé objevili Nohatej a Louie, poskoci Tlustého Tonyho. Postava Louieho byla vytvořena podle amerického herce Joea Pesciho, jenž je známý tím, že hraje násilnické mafiány. V epizodě hostoval Neil Patrick Harris, jenž ztvárnil Barta v televizním filmu založeném na Bartově životě s mafií, který rodina Simpsonových sleduje na konci epizody.

## Kulturní odkazy
Pasáž, v níž se Bart zřítí ze schodiště do mafiánského baru, je podobná scénám z filmů Mafiáni a Příběh z Bronxu, v níž je mladý chlapec zaměstnán mafií jako jejich poslíček. Všichni koně v dostihu, na který Bart sází, jsou pojmenováni podle hlášek animovaných postaviček. Píseň skupiny Chiffons „One Fine Day“ zazní, když Bart podává mafiánům pití během partie pokeru. Scenáristé původně chtěli pro tuto scénu použít píseň „Be My Baby“ od skupiny The Ronettes, ale nepodařilo se jim na ni vyřídit autorská práva. Bart ve svém pokoji skladuje kořist springfieldské mafie – nákladní auto plné kartonů cigaret Laramie. Při roznožce v kuchyni si zpívá píseň Franka Sinatry „Witchcraft“. Scéna, v níž se Bart probudí s křikem poté, co se mu zdála noční můra o Skinnerovi, je odkazem na scénu z filmu Kmotr z roku 1972, v níž Jack Woltz křičí poté, co se probudí v posteli a najde vedle sebe uříznutou koňskou hlavu. Skinner se z pasti pod novinami osvobodí podobně jako postava Anguse MacGyvera v americkém televizním seriálu MacGyver.

## Přijetí
V původním americkém vysílání skončil díl v týdnu od 7. do 13. října 1991 na 31. místě v žebříčku sledovanosti s ratingem 13,4, což odpovídá přibližně 12,5 milionu domácností. V tom týdnu se jednalo o nejsledovanější pořad na stanici Fox.
Po odvysílání epizoda získala od televizních kritiků převážně pozitivní hodnocení. John Orvted z Vanity Fair díl označil za osmou nejlepší epizodu Simpsonových kvůli „inspirativní“ mafiánské satiře a proto, že „jde hlouběji do Bartova neustálého konfliktu s autoritami“. Warren Martyn a Adrian Wood, autoři knihy I Can't Believe It's a Bigger and Better Updated Unofficial Simpsons Guide, ocenili scénu, v níž Skinner vysvětluje své zmizení soudní síni, a označili ji za Skinnerovu „nejlepší hodinu“ v seriálu. Nate Meyers z Digitally Obsessed označil epizodu za nejlepší díl 3. řady a poznamenal, že je v ní „mnoho neocenitelných momentů“, například Homerovo setkání se springfieldskou mafií. Meyers také pochválil Swartzwelderův scénář.
Bill Gibron z DVD Verdict poznamenal, že to, jak epizoda, která začíná tím, že Bart má špatný den, může vést k tomu, že je souzen za vraždu jako šéf místní mafie, „je jen jedním z úžasných pomníků nadřazenosti tohoto seriálu“. Colin Jacobson z DVD Movie Guide si myslí, že Bart vrahem je prvním „opravdu skvělým“ dílem 3. řady, protože „začíná silně a s postupem času je ještě lepší“. Přestože se domnívá, že parodie na Mafiány jsou již nadužívány, tato podle Jacobsona přinesla „svěží přístup a zůstává trvale zábavná. Pomáhá tomu i skvělý hostující Mantegna. Také se mi zdá, že je to první epizoda této řady, která seriál skutečně posouvá dopředu; vypadá jako něco trochu pronikavějšího než většina toho, co bylo před ní.“ Andy Patrizio z IGN označil díl za svou nejoblíbenější epizodu řady a pochválil jej za odkazy na Kmotra a MacGyvera. Odkaz na Mafiány v této epizodě označil Nathan Ditum z Total Filmu za 28. největší filmový odkaz v historii seriálu.